# 杰夫·鲍威尔
杰夫·鲍威尔（英語：Jeff Powell，1976年5月13日—），加拿大男子赛艇运动员。他曾代表加拿大参加世界赛艇锦标赛，获得二枚金牌。他也参加了2004年夏季奥林匹克运动会。